# Meander
För andra betydelser, se Meander (olika betydelser).

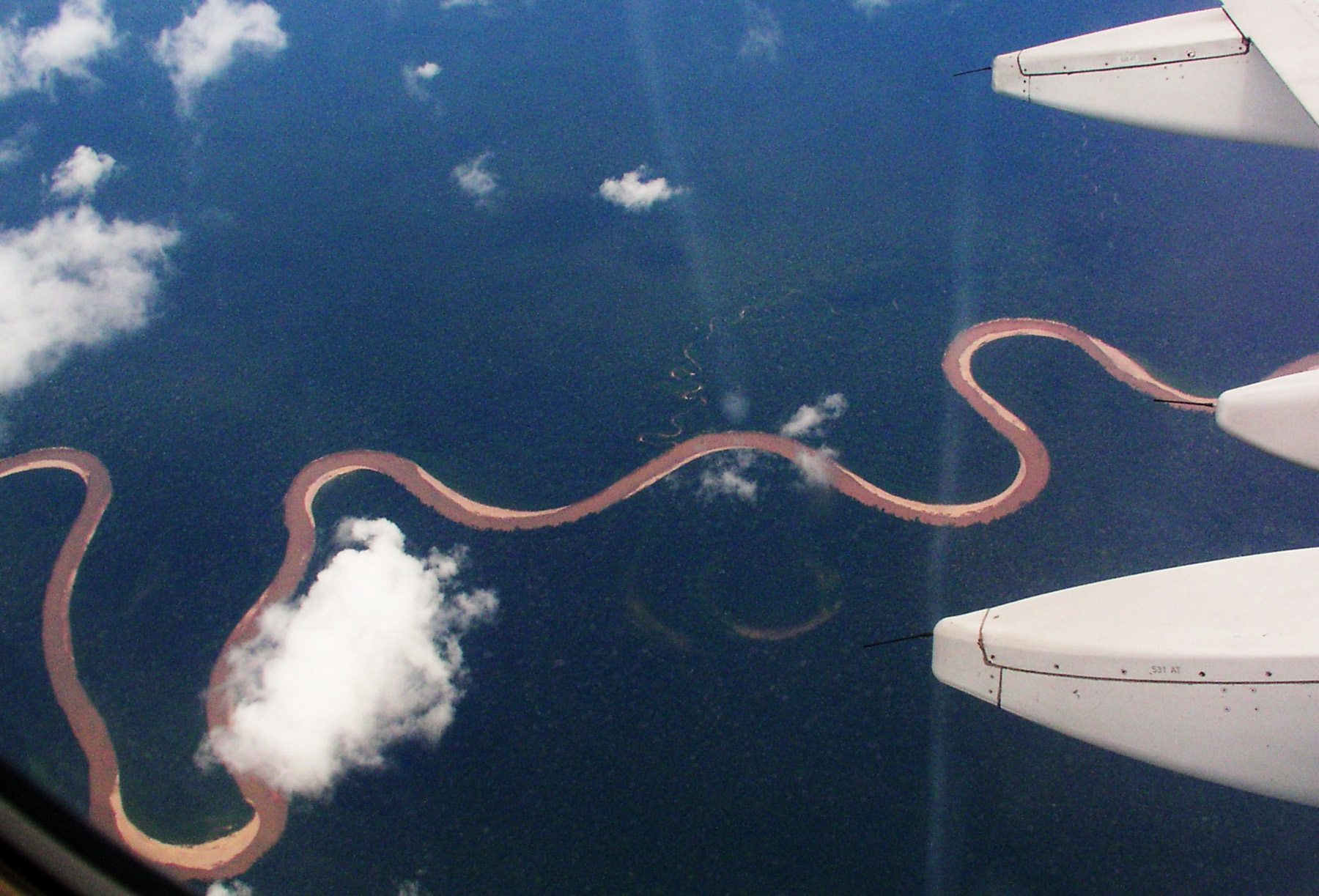
En flodmeander i Perus djungel

Meander eller meanderlopp är en slingrande flodfåra i ett flackt landskap skapad av erosion i ytterkurvorna av floden och sedimentation i innerkurvorna. Bukterna kallas meanderslingor och området som omsluts av en slinga kallas meandernäs. När en slinga blivit tillräckligt utpräglad kan den bryta igenom ett näs och bilda en ny vattenfåra. Den slinga som då inte längre har något vattenflöde kan så småningom bilda en korvsjö. Ett meandrande lopp är den naturliga formen för varje vattendrag som flyter fram över ett slättlandskap. Företeelsen har fått sitt namn efter floden Maiandros i västra Turkiet.

Utvecklingen av en meander och bildningen av en korvsjö

Slingorna ger omväxlande syrefattig och syrerik miljö. Metoden att skapa konstgjorda meandrar används ibland för vattenrening eftersom i en syrerik miljö omvandlas ammonium till nitrat av nitrifikationsbakterier. I den syrefattiga miljön omvandlas nitratet av denitrifikationsbakterier till kvävgas som avgår till luften, och därav sänks nitrathalten. 